# Còdexs mexiques

El Còdex Féjervary-Mayer, també anomenat Còdex Pochteca

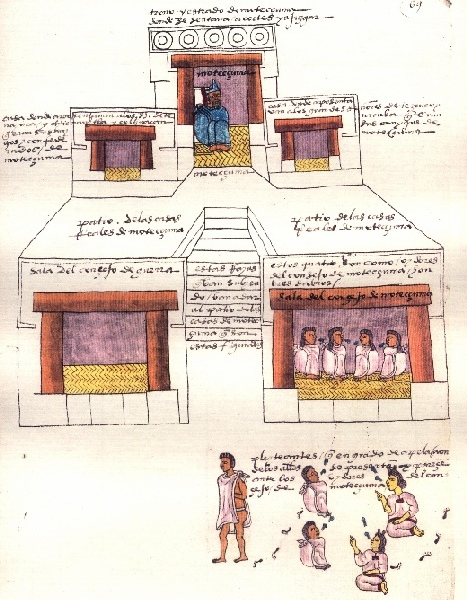
Foli 69 del Còdex Mendoza, palau de Moctezuma Xocoyotzin

Els còdexs mexiques (en náhuatl: Mēxihcatl āmoxtli?) (pronunciació: meːˈʃiʔkatɬ aːˈmoʃtɬi) són documents escrits en l'era colonial asteca; còpia de documents perduts que daten de l'època precolombina; són el Còdex borbònic, el Còdex Mendocino, la Tira de la peregrinació o Còdex Boturini i la Matrícula de tributs. Aquests còdexs són la millor font primària que es té de la cultura asteca, i revelen com era la vida religiosa, social i econòmica dels antics mexicans. Aquests difereixen dels còdexs europeus en el seu contingut altament pictòric i perquè no estan destinats a simbolitzar narracions parlades o escrites.
Aquests còdexs no tenen exclusivament pictogrames asteques, sinó també en náhuatl clàssic, en castellà i ocasionalment en llatí. Encara que actualment es té accés a molt pocs còdexs anteriors a la conquesta espanyola de Mèxic, se sap que l'ofici de tlacuilo va canviar considerablement amb la cultura colonial. Avui dia, els acadèmics compten amb accés a una col·lecció de còdexs i documents del llenguatge náhuatl de l'època colonial, que constitueixen el text fundacional de la nova filologia d'aquesta llengua, i s'utilitzen per a crear treballs acadèmics des del punt de vista indígena.
Els còdexs mexiques també es poden definir com dibuixos, ja que els mexiques escrivien d'aquesta manera, que rep el nom d'escriptura pictogràfica.

## Codex Borbonicus
El Còdex Borbònic és un còdex mexica de començaments de l'època colonial espanyola; va ser realitzat en paper amate i plegat en forma d'acordió. Els seus fulls mesuren aproximadament 39 x 39,5 cm. Va estar guardat en el monestir de l'Escorial fins a la Guerra de la Independència. Després va arribar a França de manera desconeguda amb els primers i últims fulls arrencats. El 1826 va ser comprat per la biblioteca de la Cambra dels diputats de París. El còdex deu el seu nom al palau Borbó, on es conserva. El 2004, Maarten Jansen i Gabina Aurora Pérez van proposar canviar el nom del còdex a Codex Cihuacóatl, en honor de la dea Cihuacóatl.

## Codex Mendoza
El Còdex Mendoza és un còdex de manufactura mexica, fet en els anys 1540 en paper europeu. Posterior a la conquesta de Mèxic, va ser elaborat per tlacuilos mexiques, que van emprar el sistema pictoglífic antic sobre un format de tipus biombo. Després, un escriba espanyol hi va afegir glosses en escriptura alfabètica i en castellà, interpretant el que hi havia plasmat amb ajuda d'intèrprets indígenes. Deu el seu nom al fet que va ser encarregat pel primer virrei de Nova Espanya, Don Antonio de Mendoza i Pacheco.